# Borsa Italiana Equity MTF
Borsa Italiana Equity MTF (in inglese Multilateral Trading Facility) è il nuovo mercato della Borsa Italiana attivo dall'11 luglio 2016.

## Sistema multilaterale di negoziazione
Appartiene al sistema multilaterale di negoziazione con il quale vengono meno sia gli obblighi informativi, con lo scopo di favorire i listing di nuovi strumenti azionari e l’ingresso di nuovi operatori istituzionali, che l’obbligo di avere degli operatori specialisti tenuti a supportare la liquidità dei book di negoziazione, anche se alcune banche sono disponibili a fornire eventualmente servizi da "specialisti" o da "liquidity provider" a supporto di questo mercato.
L’obiettivo rimane quello delle crescita su scala europea anche grazie al nuovo contesto regolamentare più flessibile e aperto. Al suo debutto sono quotati solo titoli in euro, ma in futuro potrebbero essere introdotti titoli in altre valute, come il dollaro o la sterlina.

## Segmenti
I segmenti dell'Equity MTF sono due:
- Global Equity Market (GEM): dedicato alla negoziazione di azioni di emittenti non italiani già scambiati in mercati regolamentati negli Stati membri dell'UE o in altri paesi membri dell'OCSE. GEM sostituisce il segmento MTA International del mercato MTA introdotto nel 2006, consentendo il listing di altre 46 nuove società in aggiunta alle 36 già quotate per un totale di 82
- TAH, il mercato serale che consente la negoziazione di titoli dalle 18 sino alle 20.30.